# California Suite
California Suite és una pel·lícula estatunidenca de Herbert Ross, estrenada el 1978 i doblada al català

## Argument
Aventures i desventures d'un grup de visitants en un luxós hotel de Los Angeles.
Entre ells es troba l'actriu britànica Diana Barrie i el seu marit, l'homosexual Sidney Cochran (Maggie Smith i Michael Caine) que han anat a la ciutat per la nominació a l'Oscar com a millor actriu de Diana. També Hannah Warren i el seu ex-marit Billy Warren (Jane Fonda i Alan Alda) que es troben a l'hotel per parlar de la situació de la seva filla. I els doctors Gump i Panama (Richard Pryor i Bill Cosby) que han anat amb les seves esposes a relaxar-se i la de Marvin i Millie Michaels (Walter Matthau i Elaine May) que van a un bar mitzvah i ell acaba amb una prostituta.

## Repartiment
- Jane Fonda: Hannah Warren
- Alan Alda: Bill Warren
- Maggie Smith: Diana Barrie
- Michael Caine: Sidney Cochran
- Walter Matthau: Marvin Michaels
- Elaine May: Millie Michaels
- Herb Edelman: Harry Michaels
- Denise Galik-Furey: Bunny
- Richard Pryor: Dr. Chauncey Gump
- Bill Cosby: Dr. Willis Panama

## Premis
- Oscar a la millor actriu secundària per a Maggie Smith[3]

## Rebuda
Rutinari film per la pirotècnia verbal del prolífic Neil Simon. Destacar únicament la brillant mossegada dels diàlegs entre Caine i la Smith, incloent-hi unes virulentes "pulles" contra els oscars.